# 2С18 «Пат-С»
2С18 «Пат-С» — радянська експериментальна 152-мм полкова самохідна гаубиця. Розроблена у спеціальному конструкторському бюро Курганського машинобудівного заводу, серійно не виготовлялась.

## Історія створення
Самохідна гаубиця 2С18 створювалася паралельно з причіпним варіантом 2А61. Причиною створення послужило переведення польової артилерії НАТО на єдиний калібр 155 мм, після чого радянські полки та мотострілецькі бригади, озброєні 122-мм гаубицями, стали програвати за вогневою могутністю західним. Самохідний варіант створювався в конструкторському бюро Курганського машинобудівного заводу. Гармата для 2С18 була розроблена в ОКБ-9 на артилерійському заводі № 9 під керівництвом В.О. Голубєва. Шасі розроблялося під керівництвом Н. М. Сушка, проте після того, як машина не була прийнята на озброєння, шасі було використано при створенні 120-мм САУ 2С31 «Вєна».

## Опис конструкції

### Озброєння
Як основне озброєння використовувалася 152-мм нарізна гаубиця 2А63, ідентична по балістиці з причіпним варіантом — 2А61 «Пат-Б». Зброя могла використовувати всі типи боєприпасів від 152-мм гармат Д-1, МЛ-20 та Д-20. Балістика приблизно відповідає гарматі МЛ-20 при стрільбі зменшеним змінним зарядом № 3

### Двигун та трансмісія
Як силова установка використовувався дизельний двигун УТД-29 з безпосереднім упорскуванням палива. Максимальна потужність двигуна складала 450 к.с. Двигун V-подібний, 10-циліндровий, при цьому кут розвалу циліндрів становив 144°.
Трансмісія гідромеханічна, мала 4 передні та 2 задні передачі. Максимальна розрахункова швидкість вперед становила 72 км/год, а назад — 21 км/год.